# 瓦伊利亞坎查山
11°53′24″S 76°2′33″W / 11.89000°S 76.04250°W
瓦伊利亞坎查山（Wayllakancha），是秘魯的山峰，位於該國中部胡寧大區，西北面是卡爾瓦丘科山和奧霍卡塔山，屬於安第斯山脈中帕里亞卡卡山脈的一部分，海拔高度約5,400米。